# One Step Closer
A One Step Closer a Linkin Park debütáló kislemeze, amelyet 2000. augusztus 29.-én adtak ki, és a Hybrid Theory című album második számát tartalmazza. Ennek a számnak az első neve a 'Plaster' volt, azaz a "demo" verziója a One Step Closer-nek.

## Koncertek
2007-ig a Linkin Park minden koncertet a "One Step Closer"-rel fejezte be, kivéve a Live 8-at.
A zenekar 2007 koncertjei alatt a "One Step Closer" lett a nyitózene a koncertek alatt, és a Reanimation-ös rész eltűnt belőle. Az eleje hosszabb lett, mert Mike ritmikus gitáron játszik.
2008-ban a szám vége is hosszabb lett, és néha zárózeneként játszották a koncerteken.

## Videóklip
Joe Hahn találta ki a video alapjait. Az eredeti verzió koncertfelvétel lett volna, olyan mint a "Faint").
A klipet Gregory Dark rendezte és Los Angelesben lett felvéve 63 lábbal a föld alatt, a már nem használt metró alagútban. Ebben a videóban Scott Koziol basszusgitározik, aki ideiglenesen csatlakozott a zenekarhoz, amíg Dave Farrell vissza nem jött.
A video úgy kezdődik, hogy néhány tini egy sötét sikátorban beszélget. Közülük kettő (a férfit Tony Acosta alakítja) meglát egy furcsa embert és elkezdik követni őt. Egy ajtóhoz érnek ami egy sötét, ködös szobába vezet ahol a zenekar játszik.
A szám vége felé lelöknek egy dobozt, és elkezdenek menekülni az alagútból.
Amikor Chester a 'Shut up when I'm talking to you!' mondatot énekli, az alagút tetejéről lóg.

## Videójátékok
A szám benne van a Rock Band 2 és a Guitar Hero On Tour: Decades nevű játékban. Ez az egyik szám a kettő közül ami a Frontlines: Fuel of War stáblistája alatt szól.

## Számlista

### Kislemezek
1. "One Step Closer"
2. "My December"
3. "High Voltage" (2000 Reprise)
4. "One Step Closer" (Video)

### USA Radio CD
1. "One Step Closer" (Album Version)
2. "One Step Closer" (Rock Mix)

### 10" Vinyl
1. "One Step Closer"
2. "My December"